# Onchium ocellatum
Onchium ocellatum är en rundmaskart som beskrevs av Nathan Augustus Cobb 1920. Onchium ocellatum ingår i släktet Onchium och familjen Leptolaimidae. Arten är reproducerande i Sverige. Inga underarter finns listade i Catalogue of Life.